# Make Me High
Singles de Star Tattooed
What a Music
(2008)
Make Me High est une chanson de musique house vocale de Star Tattooed interprétée par la chanteuse Ava. Le single sort le 30 avril 2007 sous le label Universal Licensing Music. La chanson est écrite par Stanislava Azova et Miroslav Gechev. Make Me High est produit par Miroslav Gechev. Le remix de Enzo Mori & Stephan Clark a popularisé la chanson dans les clubs. Le clip vidéo est réalisé par Valeri Milev. 

Le single se classe 31e en France avec 12 semaines de présence dans le top 100 et numéro 8 en Finlande.

## Liste des pistes
CD-Single Panic
1. Make Me High (Enzo Mori & Stephan Clark Club Edit RX) - 3:23
2. Make Me High (Enzo Mori & Stephan Clark Radio) - 3:18
3. Make Me High (Original Radio Edit) - 3:47
4. Make Me High (Enzo Mori & Stephan Clark Club Mix) - 5:40
5. Make Me High (Lounge) - 4:31

## Classement par pays
| Classement (2012)                  | Meilleure position |
| ---------------------------------- | ------------------ |
| France (SNEP)                      | 31                 |
| Finlande (Suomen virallinen lista) | 8                  |